# Fosforin
Fosforin je organická sloučenina, analog pyridinu, v němž je atom dusíku nahrazen fosforem. Jedná se o bezbarvou kapalinu, která má využití převážně v chemickém výzkumu.
Fosforin je citlivý na vzduch, ale stálý za jeho nepřítomnosti (substituované deriváty jsou často stálé i na vzduchu a nejsou náchylné k rozkladu).
Obdobná sloučenina silabenzen je nejen citlivá na vzduch, ale také vykazuje tepelnou nestálost, pokud na ní nejsou navázány substituenty s výraznými sterickými efekty.

## Historie
Prvním izolovaným fosforinem byl 2,4,6-trifenylfosforin, v roce 1966 jej připravil Gottfried Märkl kondenzací odpovídající pyryliové soli s fosfanem; lze také použít ekvivalenty fosfanu (P(CH2OH)3 a P(SiMe3)3).
Nesubstituovaný fosforin získal Arthur J. Ashe v roce 1971.
 Byl také vyvinut postup založený na otevírání kruhu fosfolů.

## Struktura a vlastnosti
Strukturní studie na základě elektronová difrakce ukázaly, že fosforin je rovinná aromatická sloučenina, jejíž míra aromaticity je 88% oproti benzenu. K aromaticitě přispívá malý rozdíl elektronegativit fosforu (2,1) a uhlíku (2,5). Délka vazby P-C je 173 pm a vazby C-C mají délky okolo 140 pm, přičemž odchylky těchto délek jsou malé.
|  |

I když jsou fosforin a pyridin strukturně podobné látky, tak jsou fosforiny mnohem slabšími zásadami; pKa činí -16,1 u C5H5PH+ a 5,2 u C5H5NH+. Methyllithium se u fosforinu aduje na fosfor, zatímco při reakci s pyridinem do pozice 2-.
Fosforin vstupuje do elektrofilních substitucí, jako jsou halogenace a acylace, podobně jako běžné aromatické sloučeniny.

### Koordinační chemie
Byly popsány komplexy obsahující fosforinové ligandy. Fosforiny se na kovy navazují prostřednictvím atomů fosforu. Fosforiny vytváří rovněž pí komplexy, jako například V(η6-C5H5P)2.
Jsou také známy komplexní sloučeniny difosfa analogu 2,2'-bipyridinu.